# Stigsberget
Stigsberget är en småort i Frändefors socken i Vänersborgs kommun i Västra Götalands län. Den ligger väster Vänersborgsviken och 4 kilometer norr om Vänersborg. Orten har 167 invånare (2023).